# Tron: Evolution
Tron: Evolution è un videogioco d'azione/avventura tie-in del film Tron Legacy, sviluppato dalla Propaganda Games e pubblicato dalla Disney Interactive nel 2010.
È stato ufficialmente annunciato in occasione degli Spike Video Game Awards ed è stato distribuito per Microsoft Windows, PlayStation 3, PlayStation Portable, Xbox 360, Wii e Nintendo DS. La colonna sonora del gioco è stata composta da Sascha Dikiciyan (aka Sonic Mayhem), Cris Velasco (God of War) e Kevin Manthei. Due tracce del film composte dai Daft Punk sono state incluse nel gioco: Derezzed e The Grid.

## Trama
Tron: Evolution serve come prequel del film Tron: Legacy, e sequel del videogioco Tron 2.0, ed è realizzato affinché sia parte integrante della storia di Tron, utilizzando alcuni ambienti e personaggi del film. Contestualmente, il film fa alcuni riferimenti ad elementi presenti nel videogioco. Evolution racconta gli avvenimenti che hanno portato all'imprigionamento di Kevin Flynn all'interno del mondo di Tron, oltre a raccontare come il mondo di Tron si è evoluto nel corso degli anni.
Il giocatore controlla Anon, abbreviazione di "Anonymous". Questo nome è stato scelto dai realizzatori del gioco per permettere ai giocatori di impersonificarsi nel personaggio (anche se nella versione per DS il gioco utilizza il nome impostato per la console). Anon è un programma scritto da Flynn per investigare su una cospirazione all'interno della rete.

## Doppiaggio
| Personaggio | Doppiatore originale | Doppiatore italiano    |
| ----------- | -------------------- | ---------------------- |
| Quorra      | Olivia Wilde         | Laura Lenghi           |
| TRON        | Bruce Boxleitner     | Luca Biagini           |
| Kevin Flynn | Fred Tatasciore      | Stefano De Sando       |
| CLU 2.0     | Fred Tatasciore      | Claudio Fattoretto     |
| Zuse        | James Frain          | Christian Iansante     |
| Gibson      | Jensen Ackles        | Fabrizio Pucci         |
| Abraxas     | John Glover          | Saverio Indrio         |
| Behemoth    | Nolan North          | Angelo Nicotra         |
| Sentry      | Nolan North          | Nino Prester           |
| Blaze       | Nolan North          |                        |
| Radia       | Kari Wahlgren        | Barbara Berengo Gardin |
| Kalev       | Robin Atkin Downes   |                        |
| Calchas     | Terrence C. Carson   |                        |

## Accoglienza
La rivista Play Generation diede alla versione per PlayStation 3 un punteggio di 58/100, apprezzando l'ambientazione fedele e come contro la presenza di problemi tecnici, i controlli atroci e tanta noia, finendo per trovarla un'avventura breve, noiosa, ripetitiva, con seri problemi nel sistema di controllo e che non riesce a sfruttare bene la licenza.